# Proximity
Proximity és un thriller estatunidenc dirigit per Scott Ziehl l'any 2001. Ha estat doblada al català.

## Argument
William Conroy empresonat per haver provocat la mort d'una de les seves estudiants conduint en estat d'embriaguesa, és objecte d'un intent d'assassinat pels seus guardians i un detingut còmplice. En una carrera contra rellotge i els seus adversaris que es mouen en la il·legalitat, ha de posar en marxa recursos inhabituals per fer esclatar la veritat en un circuit de venjances privades.

## Repartiment
- Rob Lowe: William Conroy
- Jonathan Banks: Price
- Kelly Rowan: Anne Conroy
- Terrence 'T.C.' Carson: Yaskin (com T. C. Carson)
- Joe Santos: Clive Plummer
- Mark Boone Junior: Eric Hawthorne
- David Flynn: Lawrence
- James Coburn: Jim Corcoran
- Kimberly A. Osborne: Leah Gibson